# Goldstream Park
Goldstream Park är en park i Kanada.   Den ligger i provinsen British Columbia, i den södra delen av landet, 3 600 km väster om huvudstaden Ottawa. Goldstream Park ligger 65 meter över havet.
Terrängen runt Goldstream Park är kuperad åt nordväst, men åt sydost är den platt. Goldstream Park ligger nere i en dal. Runt Goldstream Park är det ganska tätbefolkat, med 239 invånare per kvadratkilometer.. Närmaste större samhälle är Victoria, 14,0 km öster om Goldstream Park. 
I omgivningarna runt Goldstream Park växer i huvudsak barrskog.